# 出川哲朗の恥の王様
『出川哲朗の恥の王様 恥の数だけ人生は豊かになる』（でがわてつろうのはじのおうさま はじのかずだけじんせいはゆたかになる）は、毎日放送及びTBS系列で放送されていた特別番組である。出川哲朗の冠番組。

## 放送リスト
| 回 | 放送日        | 放送時間（JST）   | 備考         |
| -- | ------------- | ----------------- | ------------ |
| 1  | 2019年7月31日 | 水曜20:00 - 21:57 | 関西ローカル |
| 2  | 2020年1月2日  | 木曜16:00 - 17:30 | 全国ネット   |
| 3  | 2020年5月12日 | 火曜19:00 - 20:57 | 全国ネット   |

## 出演者

### 司会
- 出川哲朗 - MC
- 吉村崇（平成ノブシコブシ） - 進行

### ゲスト
第1回
- 安藤美姫
- アンミカ
- IKKO
- 木嶋真優
- 貴乃花光司
- 滝沢カレン
- 中川家
- 松本薫

第2回
- アンミカ
- EXIT
- 北山宏光（Kis-My-Ft2）
- 陣内智則
- 天童よしみ
- 藤田ニコル
- 丸山桂里奈
- みやぞん（ANZEN漫才）
- 村上佳菜子
- 森田望智

第3回
- 上原浩治（元：読売ジャイアンツ）
- 川島明（麒麟）
- ガンバレルーヤ
- 神宮寺勇太（King & Prince）
- 滝沢カレン
- デヴィ・スカルノ
- 福原遥
- 吉田沙保里
- 岡田健史
- ぺこぱ

### VTR出演
第1回
- 野村克也
- 前田裕二

第3回
- 綾野剛
- キャイ〜ン
- 髙橋海人（King & Prince）
- 田村裕（麒麟）
- 東京03
- 松坂大輔（埼玉西武ライオンズ）

## スタッフ
第3回
- 演出：庄司裕暁（FCC）、山内健太郎（MBS）
- ナレーター：加藤有生子
- 構成：田中到、カツオ、飯尾亮介（飯尾→第1回-）
- TM：竹本友亮（MBS）
- SW：真野昇太
- 照明：堀江泰輔
- CAM：横山大輔
- VE：生田陽祐
- 音声：田口翔
- 美術プロデューサー：吉良久仁子
- アートコーディネーター：平山雄大
- 美術デザイン：今長和宏
- 編集：佐藤豊、藤本麻衣子（藤本→第3回）
- MA：高良玄
- TK：盛山潮里
- 音効：藤代広太
- CG：大森清一郎、田中裕司
- 技術協力：IMAGICA、fmt、メタシックス
- 美術協力：フジアール
- リサーチ：中原祐
- 協力：埼玉西武ライオンズ、LOGIC、グレートインターナショナル、リトルベア、東京オフラインセンター、BRAISE、PIXTA
- 編成：合田忠弘（MBS）
- 番組アドバイザー：登坂琢磨（MBS）
- 宣伝：松岡晃平（MBS）
- AP：尹優梨
- FD：平尾連基
- AD：中森達也、倉床俊慧、小林勁太、小島和、小池勇太
- 制作進行：邨山学、芦埜大希
- ドラマ演出：小林和紘（第1回-、FCC）、大内優介
- ディレクター：佐藤一輝（GUTS）、新田亮介（MBS）、肥後智一（MMJ）、渋谷曜（FCC）、高瀬康宏（FCC）
- プロデューサー：中村卓也（MBS）、加藤大（FCC）
- 制作協力：FCC
- 製作著作：毎日放送

### 過去のスタッフ
- ナレーター：平木真成（第1回）
- イラスト：村尾裕紀（第1回）
- TK：山本美衣（第1回）
- 協力：ホテルニューオータニ（第1回）
- 宣伝：竹山亜紀（第1回、MBS）
- 番組アドバイザー：西澤和也（第1回、MBS）
- ディレクター：瀧澤卓（第1回、FCC）